# Генерал Слокам
«Генерал Сло́кам» (англ. PS General Slocum) — американский пассажирский пароход с боковым расположением гребных колёс, построенный в Бруклине в 1891 году. В течение своей службы с пароходом неоднократно происходили несчастные случаи, в том числе многократные посадки на мель и столкновения.
15 июня 1904 года «Генерал Слокам» загорелся и затонул в проливе Ист-Ривер в Нью-Йорке. Во время этого несчастного случая он перевозил на пикник членов общины Евангелическо-лютеранской церкви св. Марка, в которую входили немецкие американцы из Маленькой Германии на Манхэттене. В результате по оценкам погиб 1021 человек из 1342 находившихся на борту. Гибель «Генерала Слокама» оставалась наиболее смертоносной катастрофой в Нью-Йорке вплоть до атак 11 сентября 2001 года. Также это происшествие до сих пор занимает первое место по числу жертв среди катастроф в истории города и второе — среди всех морских катастроф в водах США. События, связанные с пожаром на «Генерале Слокаме», были изложены в ряде книг, пьес и фильмов.

## Постройка
«Генерал Слокам» был построен бруклинским судостроителем Дивайном Бертисом-младшим (англ. Divine Burtis Jr.), получившим контракт на постройку судна 15 февраля 1891 года. Длина киля составляла 72 м, ширина корпуса — 11 м. Он был выполнен из белого дуба и жёлтой сосны. Грузоподъёмность судна составляла 760 тонн, а глубина корпуса — 3,7 м. «Генерал Слокам» был оснащён тремя палубами и тремя водонепроницаемыми отсеками:159.
Судно приводилось в действие одноцилиндровым паровым двигателем производства компании W. & A. Fletcher из Хобокена, штат Нью-Джерси. Пар производился двумя котлами при рабочем давлении 360 кПа. Каждое колесо парохода имело по 26 лопастей и было 9,4 м в диаметре. Максимальная скорость судна составляла около 16 узлов (30 км/ч). На корабле обычно находился экипаж из 22 человек, в том числе капитан Уильям Ван Шайк (англ. William Van Schaick) и два кормщика.

## История службы
Пароход получил своё название в честь генерала Гражданской войны:499 и конгрессмена от штата Нью-Йорк Генри Уорнера Слокама. В течение следующих 13 лет он ходил по гавани Нью-Йорка в качестве экскурсионного судна.
После спуска на воду в апреле 1891 года с пароходом регулярно происходили несчастные случаи. Так, через три месяца он сел на мель в заливе Рокавей. Для освобождения судна пришлось задействовать буксиры.
Ряд инцидентов произошел в течение одного лишь 1894 года. 29 июля, возвращаясь из Рокавея с примерно 4700 пассажирами на борту, «Слокам» налетел на бар с такой силой, что его электрогенератор вышел из строя. Спустя месяц пароход снова сел на мель, на этот раз у Кони-Айленда во время шторма. Пассажиры были переведены на другое судно. В сентябре того же года «Слокам» столкнулся с буксиром «R. T. Sayre» в проливе Ист-Ривер, из-за чего рулевое управление парохода было серьёзно повреждено.
В июле 1898 года близ Бэттери-парка «Слокам» столкнулся с пароходом «Амелия». 17 августа 1901 года, когда пароход перевозил группу анархистов из города Патерсон в Нью-Джерси, некоторые пассажиры начали беспорядки на борту и попытались взять судно под контроль. Экипажу удалось отбиться и сохранить контроль над «Слокамом». Капитан пришвартовал судно у полицейского пирса, и 17 человек были задержаны полицией.
В июне 1902 года «Слокам» сел на мель с 400 пассажирами на борту. Судно не получилось высвободить оперативно, и пассажирам пришлось на нём ночевать.

## Катастрофа 1904 года
«Генерал Слокам» ходил экскурсионными маршрутами вокруг Нью-Йорка. В среду 15 июня 1904 года судно было заказано немецкой Евангелическо-лютеранской церковью св. Марка, находившейся в Маленькой Германии на Манхэттене, для выезда на пикник в местечке Итонс-Нек на Лонг-Айленде. Для общины это было ежегодным обычаем, совершаемым 17-й раз подряд. На борт поднялось более 1400 пассажиров, в основном женщины и дети.
«Слокам» отдал швартовы в 9:30 утра. Когда он проходил мимо Восточной 90-й улицы, в фонарной комнате:97–98 в передней части судна начался пожар, возможно, вызванный выброшенной сигаретой или спичкой. Комната была заполнена соломой, промасленной ветошью и ламповым маслом:98–102. Первый сигнал о пожаре был подан в 10 часов. Впоследствии очевидцы утверждали, что возгорание возникло в разных местах, в том числе в малярной кладовой, заполненной легковоспламеняющимися жидкостями, и в рубке, где хранилось топливо. Капитана Ван Шайка не ставили в известность о пожаре в течение 10 минут после его обнаружения.
Хотя именно на Ван Шайка была возложена ответственность за безопасность пассажиров, ни он, ни владельцы судна до катастрофы не предпринимали никаких усилий по обслуживанию или замене средств спасения на судне: противопожарные учения экипажа ни разу не проводились, пожарные шланги прохудились во многих местах, а спасательные шлюпки из-за многочисленных покрасок сильно присохли к кильблокам и, к тому же, оказались привязанными. Выжившие пассажиры потом рассказывали, что пробковые спасжилеты также были бесполезными и разваливались прямо в руках — позже выяснилось, что их не проверяли и не меняли с момента первого рейса. Отчаявшиеся матери надевали их на своих детей и выбрасывали их за борт, лишь чтобы в ужасе лицезреть, как дети идут ко дну. Большую часть пассажиров составляли женщины и дети, которые, как и большинство американцев того времени, не умели плавать; к тому же тяжёлая шерстяная одежда впитывала воду и лишь усугубляла их участь:108–113.
Капитан Ван Шайк решил продолжить вести судно, вместо того чтобы сесть на мель или пришвартоваться на ближайшей остановке. Встречный ветер лишь разжигал огонь ещё сильнее. Ещё одним катализатором стали легковоспламеняющиеся краски. Капитан впоследствии утверждал, что пытался избежать распространения огня на прибрежные здания и нефтяные резервуары:117.
Некоторые пассажиры прыгали в воду, но тяжелая женская одежда того времени делала плавание почти невозможным и тащила их под воду. Многие погибли, когда палубы перегруженного судна рухнули; другие были перебиты лопастями всё ещё вращавшихся колёс.
В конце концов капитан принял решение посадить судно на мель у пустынного острова Норт-Бротер недалеко от побережья Бронкса. В результате катастрофы 1021 пассажир либо погиб в огне, либо утонул. Всего выжил 321 пассажир. Из 35 членов экипажа погибло двое:165.
В отчете береговой охраны от 1904 года были приведены следующие данные о жертвах:23:
| Статус            | Пассажиры | Экипаж |
| ----------------- | --------- | ------ |
| Всего             | 1358      | 30     |
| Взрослые          | 613       |        |
| Дети              | 745       |        |
| Погибло           | 893       | 2      |
| Пропало без вести | 62        |        |
| Пострадало        | 175       | 5      |
| Не пострадало     | 228       | 23     |

Из-за пожара капитан Ван Шайк потерял зрение на один глаз. Согласно отчётам, он сбежал со «Слокама», прыгнув в ближайший буксир вместе с несколькими членами экипажа. Некоторые говорят, что его спасжилет был едва потрёпанным, хотя в других сообщениях отмечалось, что капитан был серьёзно ранен. Ван Шайк был госпитализирован в местную больницу:165.

### Последствия
Федеральным большим жюри было обвинено восемь человек: капитан судна, два инспектора, президент, секретарь, казначей и старший капитан компании Knickerbocker Steamship Company. Из них был осуждён только капитан Ван Шайк. Он был признан виновным по одному из трёх обвинений: преступная халатность в непроведении надлежащих противопожарных учений и использовании непотребных огнетушителей. Присяжные не смогли принять однозначное решение по двум другим пунктам обвинения в непредумышленном убийстве. Ван Шайк был приговорен к 10 годам лишения свободы и провёл три с половиной года в тюрьме Синг-Синг. В 1911 году он был помилован президентом Тафтом на основании большого количества подписей в петиции, составленной его женой. Ван Шайк скончался в 1927 году:339.
Было высказано предположение, что менеджер производителя спасательных средств поместил внутри пробковых жилетов железные вставки, чтобы те соответствовали требованиям к минимальному весу. Многие из жилетов были заполнены дешёвой и менее эффективной гранулированной пробкой и доведены до нужного веса с помощью железа. Спасательные средства были изготовлены в 1891 году и висели над палубой без защиты от погодных условий в течение 13 лет. От этого чехлы спасжилетов прогнили со временем, а дешёвая пробка раскрошилась и рассыпалась. Менеджерам компании производителя (Nonpareil Cork Works) были предъявлены обвинения, однако осуждены они в итоге не были:118–119.
Компания Knickerbocker Steamship Company, которой принадлежало судно, заплатила относительно небольшой штраф, несмотря на доказательства того, что протоколы проверок могли быть подделаны. Катастрофа привела к ужесточению государственного регулирования спасательного оборудования на пассажирских судах.
Этнический район Маленькая Германия, который и так переживал упадок:26–34, после катастрофы практически утратил свою национальную идентичность. Многие видные поселенцы погибли, а большинство немцев, остававшихся в Нижнем Ист-Сайде, в конечном итоге переехали к северу. Церковь, заказавшая судно для поездки, ставшей роковой, в 1940 году была преобразована в синагогу после заселения района евреями:85.
Жертвы катастрофы были похоронены на городских кладбищах. 58 погибших нашли своё последнее пристанище на кладбище Эвергринс в Бруклине.
В 1906 году в северной центральной части Томпкинс-сквер-парка на Манхэттене Общество сочувствия немецких женщин (англ. Sympathy Society of German Ladies) установило мраморный мемориальный фонтан с надписью: «Это самые чистые дети Земли, юные и светлые».
Затонувшие останки «Генерала Слокама» были восстановлены и преобразованы в 370-тонную баржу «Мэриленд». Во время шторма 4 декабря 1911 года в Атлантическом океане у юго-восточного побережья штата Нью-Джерси при перевозке груза угля она затонула:421.

### Последние выжившие
26 января 2004 года последняя выжившая пассажирка «Слокама» Аделла Уотерспун (урождённая Либенов) умерла в возрасте 100 лет. Во время катастрофы она была шестимесячным ребёнком. Катастрофа унесла жизни двух сестёр Аделлы. 15 июня 1905 года в возрасте одного года она открыла мемориал на лютеранском кладбище всех верующих в куинсском Мидл-Виллидже. До смерти Уотерспун самой старой из выживших была Кэтрин Коннелли (урожденная Ульмиер) (1893—2002), которой на момент кораблекрушения было 11 лет.

## В культуре
Крупнейшее кораблекрушение начала XX века получило отражение во многих культурных произведениях. Оно описывается в романе Улисс Джеймса Джойса, действие в котором происходит 16 июня 1904 года — на следующий день после катастрофы. Американский композитор Чарлз Айвз посвятил трагедии симфоническую поэму «Генерал Слокам». С пожара на пароходе начинается действие гангстерского фильма «Манхэттенская мелодрама» 1934 года, в которой главные герои, будучи детьми, теряют своих родителей. Немецкий документалист французского происхождения Кристиан Бодиссен (нем. Christian Baudissin) снял в 1998 году о катастрофе 45-минутный фильм «Die Slocum brennt!» (дословно — «Слокам в огне!»).

## Комментарии
1. ↑  «„Генерал Слокам“ был одним из самых известных судов в нью-йоркской гавани. Со времени его спуска на воду в 1891 году он был задействован в таком количестве различных мероприятий и сделал столько разных рейсов, что возможно пять из десяти человек в Нью-Йорке были когда-либо на его борту или видели его в непосредственной близости»[1].
2. ↑  «They are Earth's purest children, young and fair»[21].